# Masarolis
Masarolis (Masaruelis in friulano, Mažeruola in sloveno) è una piccola frazione del comune di Torreano, posta a 4,93 km dalla sede del comune. Appartiene alla regione linguistica dell'Alta val Torre, si parla infatti una variante di po nasen.

## Geografia
Masarolis è una frazione del Comune di Torreano, posta a 660 m s.l.m., seconda del comune per altitudine dopo Tamoris/Tamora. È collocata completamente sulla dorsale del monte Joanaz. Caratteristica del paese è un leone ingabbiato sopra la fontana della piazza centrale a ridosso della chiesa e del campanile.

## Storia
Le prime documentazioni di Masarolis le si hanno intorno all'anno 1000, con dei documenti in sloveno antico che attestano la costruzione di una villa. Il paese è stato caratterizzato nel passato da una forte migrazione soprattutto nell'Europa centrale (Belgio, Francia, Germania e Svizzera), non essendoci in loco sbocchi occupazionali. Alcuni emigrati sono tornati a seguito della ricostruzione successiva al terremoto del 1976, parte delle persone torna durante il periodo estivo per trascorrere le vacanze assieme ai parenti o per usufruire delle case di proprietà nel paese.